# بخش لور
بخش لور (به فرانسوی: Arrondissement de Lure) یک بخش در فرانسه است که در اوت-سون واقع شده‌است.